# بافليفتسي
بافليفتسي (بالبلغارية: Павлевци)‏ قرية في بلدية تريافنا ، في مقاطعة غابروفو ، شمال وسط بلغاريا.